# Santa Maria della Vittoria
Santa Maria della Vittoria és una església titular catòlica dedicada a la Mare de Déu, situada a Roma. L'església és coneguda principalment perquè hi ha l'obra mestra de Gian Lorenzo Bernini Èxtasi de Santa Teresa. L'església es troba al Rione Quirinale, al 98 via XX Settembre. Està al costat de la Fontana dell'Acqua Felice.

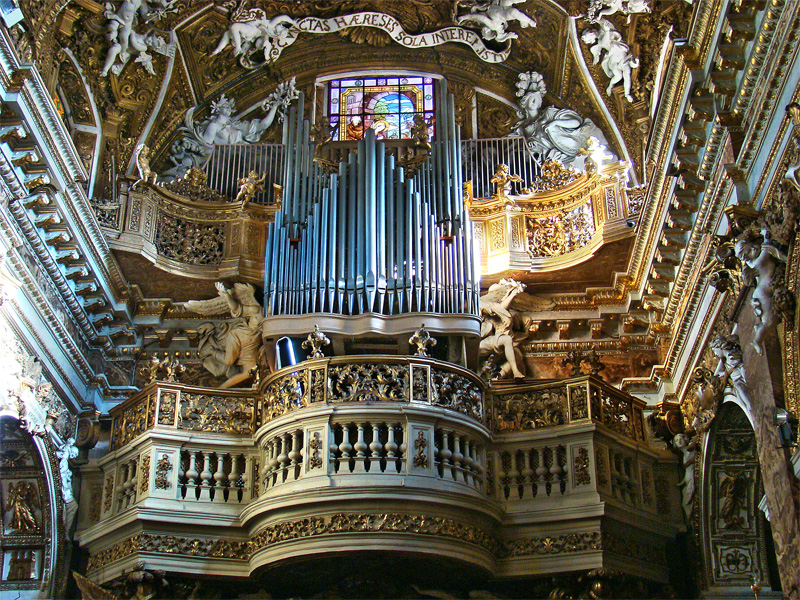
Cor de l'església, decorat per Mattia de Rossi

## Història
L'església es començà a construir el 1605 com una capella dedicada a Sant Pau apòstol pels carmelites descalços. Després de la victòria catòlica a la batalla de la Muntanya Blanca el 1620, que va giravoltar la Reforma a Bohèmia, l'església va ser rededicada a la Verge Maria. Els estendards turcs capturats el 1683 al setge de Viena pengen a l'església com a part de la seva dedicació a la victòria.
L'orde mateixa va finançar el treball de construcció fins al descobriment a les excavacions de l'Hermafrodita adormit.  Scipione Borghese, nebot del Papa Pau V, es va apropiar d'aquesta escultura, però a canvi va finançar la resta d'obres de la façana i confià la construcció al seu arquitecte Giovanni Battista Soria. Aquests ajuts només van entrar en vigor el 1624, i el treball es va completar dos anys després.

## Exterior
L'església és l'única estructura dissenyada i completada per l'arquitecte del barroc inicial Carlo Maderno, tot i que l'interior patí un incendi el 1833 i requerí restauració. La seva façana, però, va ser erigida per Giovanni Battista Soria, en vida de Maderno, entre 1624 i 1626, mostrant la inequívoca influència de la veïna església de Santa Susanna, també de Maderno; amb aproximadament dos ordres, amb un frontó triangular a la part superior i un frontó en arc per sobre de la porta d'entrada.

## Interior
L'interior té una única nau sota una sola volta, amb tres capelles laterals darrere d'arcs separats per colossals pilastes corintis amb capitells daurats que sostenen un entaulament decorat. El contrast de revestiments de marbre estan enriquits amb àngels i amorets d'estuc en blanc i daurat en relleu. L'interior va ser enriquit seqüencialment després de la mort de Maderno; a la volta es pintà un fresc el 1675 amb temes triomfants dins de compartiments amb carcassa fingida: "El triomf de la Verge Maria sobre l'heretgia" i "Caiguda dels àngels rebels" van ser pintats per Giovanni Domenico Cerrini.
Hi ha un altre detall escultòric: El somni de Josep (transsepte esquerra, de Domenico Guidi, flanquejat per panells en relleu de Pierre Etienne Monnot) i el monument funerari del cardenal Berlinghiero Gessi. Hi ha pintures de Guercino, Nicolas Lorrain, i Domenichino. L'església és també la darrera morada de Santa Victòria, i les seves restes es mostren a l'interior.

### La capella Cornaro

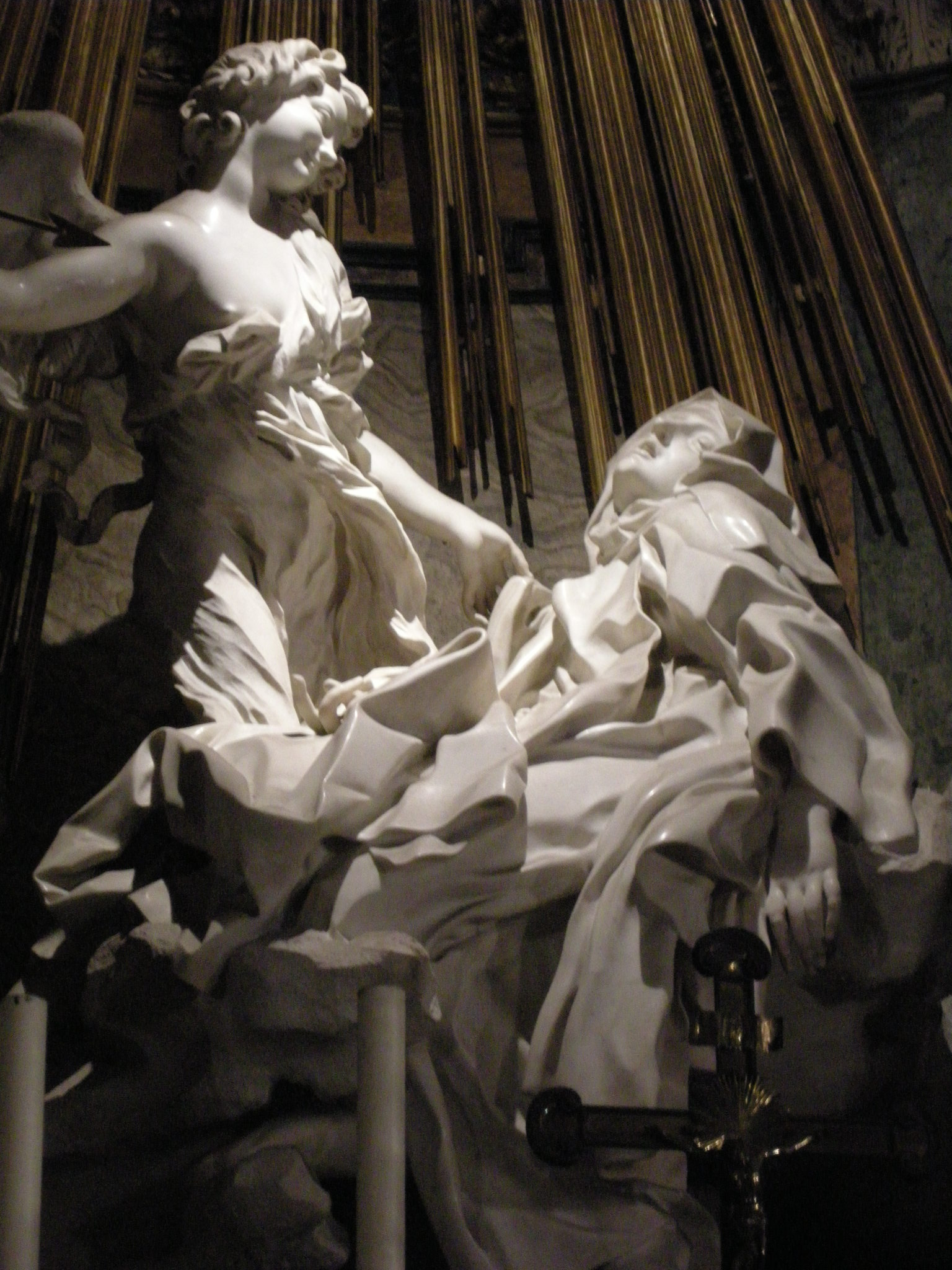
Èxtasi de Santa Teresa

A l'esquerra de l'alter es troba l'obra mestre de l'escultor favorti de Scipione, Gian Lorenzo Bernini, Èxtasi de Santa Teresa. L'estatua mostra un moment descrit per Teresa d'Àvila a la seva autobiografia, on va tenir la visió d'un àngel que li punxà el cor amb una fletxa d'or, causant-li una joia i una pena immensa. Les robes i la postura contorsionada abandonen la moderació clàssica i repòs per representar un tràngol més apassionat, gairebé voluptuós.

## Cardenals titulars
El títol cardenalici de Santa Maria della Vittoria va ser creat pel Papa Pius VII el 23 de desembre de 1801 per substituir el de San Matteo in Via Merulana, el temple de la qual estava molt malmès.
- Michelangelo Luchi, O.S.B. (23 de desembre de 1801 - 29 de setembre de 1802 mort)
- Vacant (1802 - 1803)
- Joseph Fesch (11 de juliol de 1803 - 2 de desembre de 1822); in commendam (2 de desembre de 1822 - 13 de maig de 1839 mort)
- Ferdinando Maria Pignatelli, C.R. (11 de juliol de 1839 - 10 de maig de 1853 mort)
- Adriano Fieschi (19 de desembre de 1853 - 6 de febrer de 1858 mort)
- Joseph Othmar von Rauscher (23 de desembre de 1858 - 24 de novembre de 1875 mort)
- Godefroy Brossais-Saint-Marc (3 d'abril de 1876 - 26 de febrer de 1878 mort)
- Louis-Edouard-François-Desiré Pie (22 de setembre de 1879 - 17 de maig de 1880 mort)
- Ludovico Jacobini (16 de desembre de 1880 - 28 de febrer de 1887 mort)
- Elzéar-Alexandre Taschereau (17 marzo 1887 - 12 d'abril de 1898 mort)
- Giovanni Battista Casali del Drago (22 de juny de 1899 - 17 de març de 1908 mort)
- François-Marie-Anatole de Rovérié de Cabrières (30 de novembre de 1911 - 21 de desembre de 1921 mort)
- Alexis-Armand Charost (14 de desembre de 1922 - 7 de novembre de 1930 mort)
- Angelo Maria Dolci (16 de març de 1933 - 15 de juny de 1936 nomenat cardenal bisbe de Palestrina)
- Federico Tedeschini (18 de juny de 1936 - 28 d'abril de 1951 nomenat cardenal bisbe de Frascati)
- Giuseppe Siri (15 de gener de 1953 - 2 de maig de 1989 mort)
- Giuseppe Caprio (26 de novembre de 1990 - 15 d'octubre de 2005 mort)
- Sean Patrick O'Malley, O.F.M.Cap., des del 24 de març de 2006

## En la cultura popular
L'església ha tingut una revifada de turisme gràcies a la gran popularitat de la novel·la Angels and Demons de Dan Brown, que fa aparèixer l'església, tot i que pels propòsits de la novel·la, trasllada la localització a la Piazza Barberini.

## Imatges

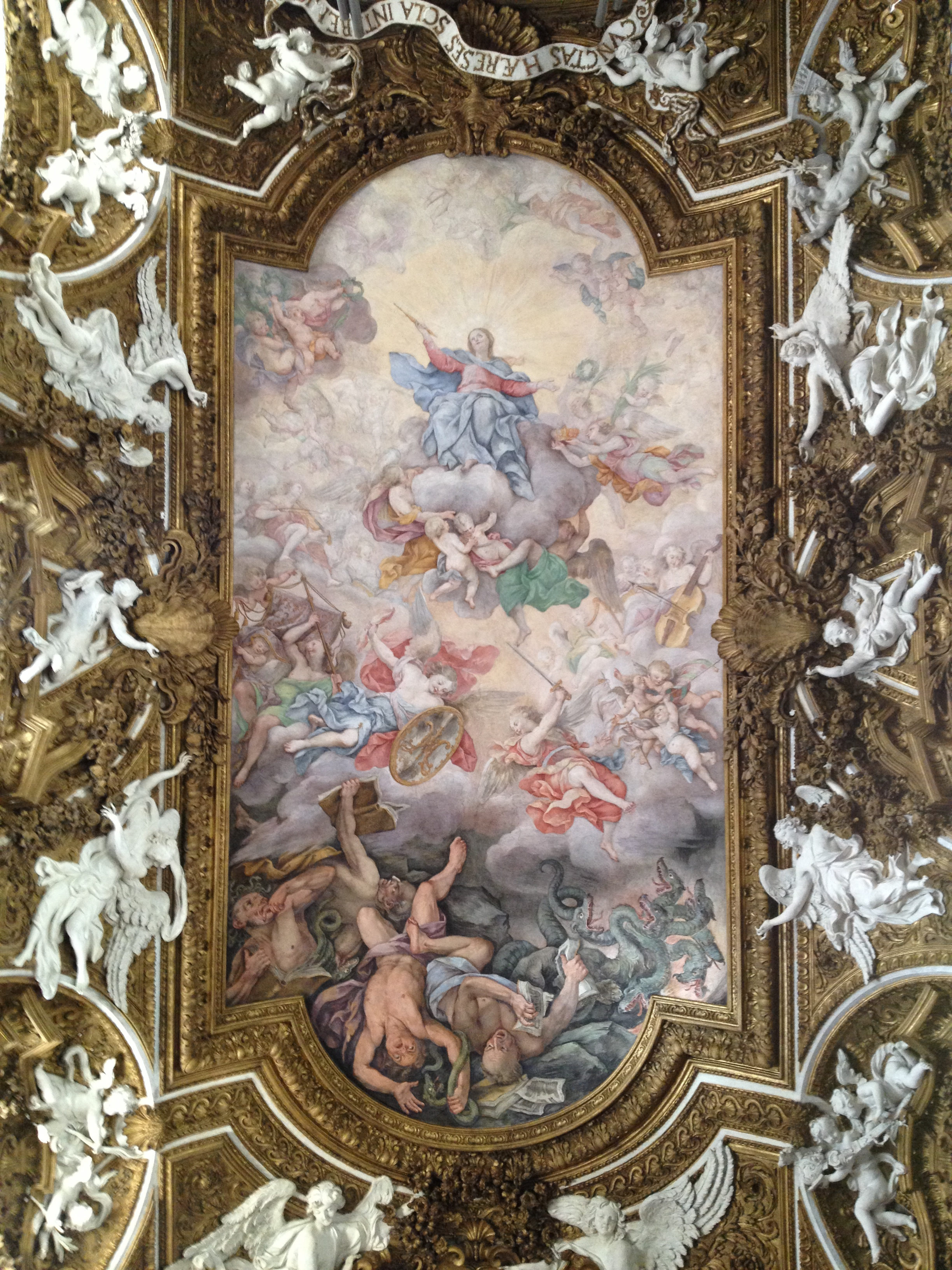
Triomf de la Verge i caiguda dels protestants a l'infern – fresc sobre la volta, obra de Giovanni Domenico Cerrini (1675)
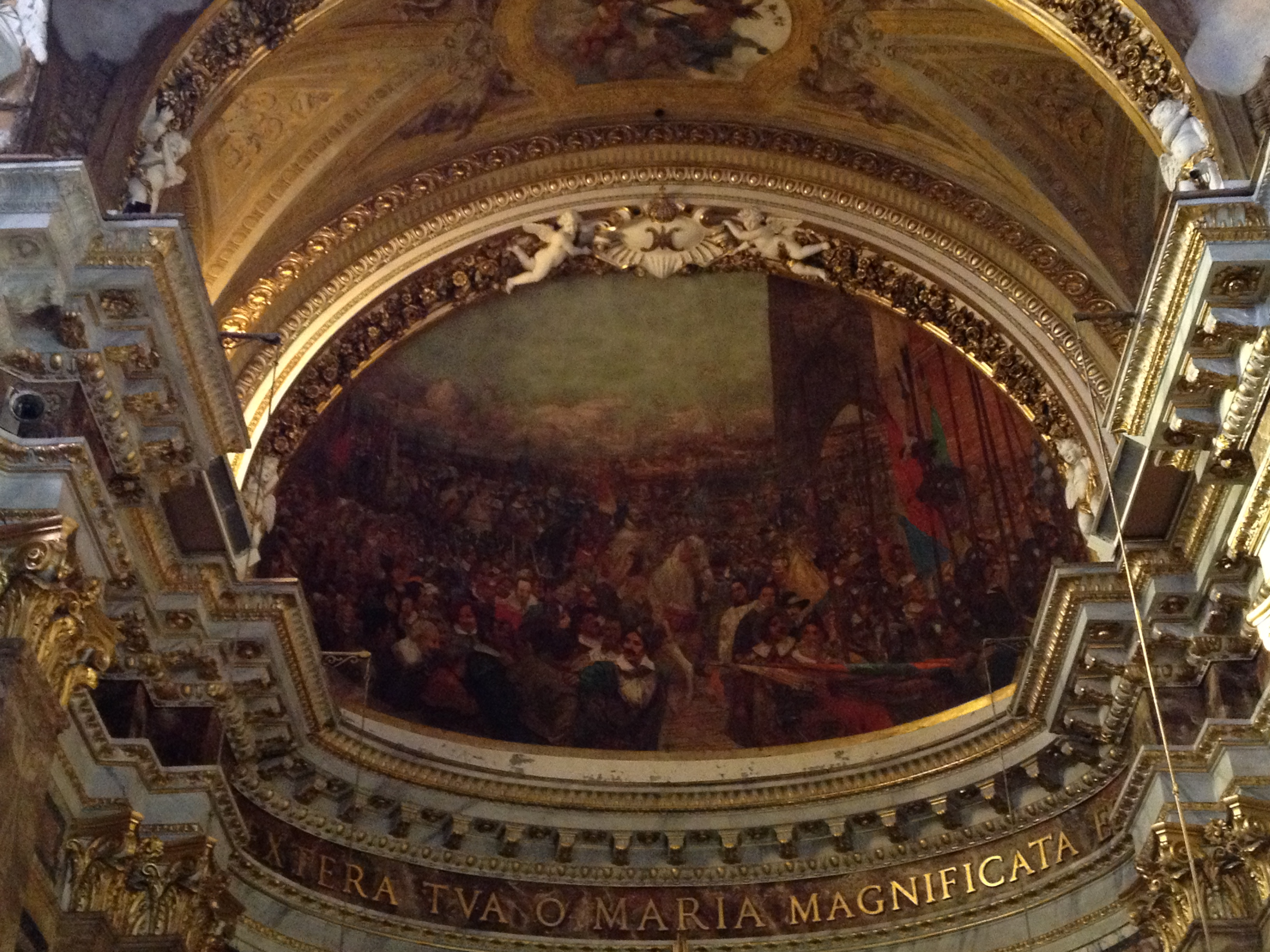
L'exèrcit catòlic entra a Praga després de la victòria a la Muntanya Blanca – fresc sobre l'absis, obra de Luigi Serra (1885)
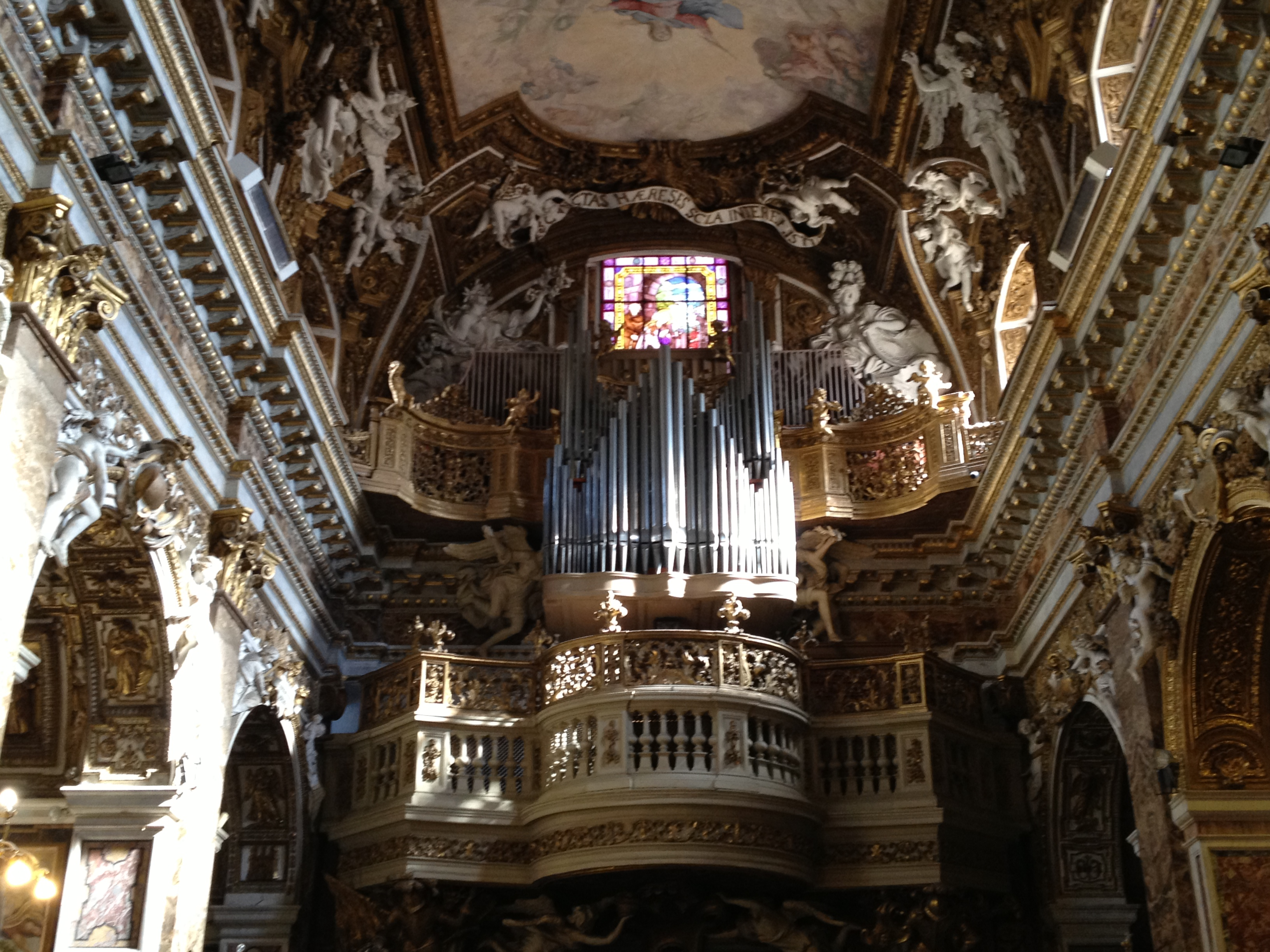
Cor (obra de Mattia de Rossi, 1680) i orgue
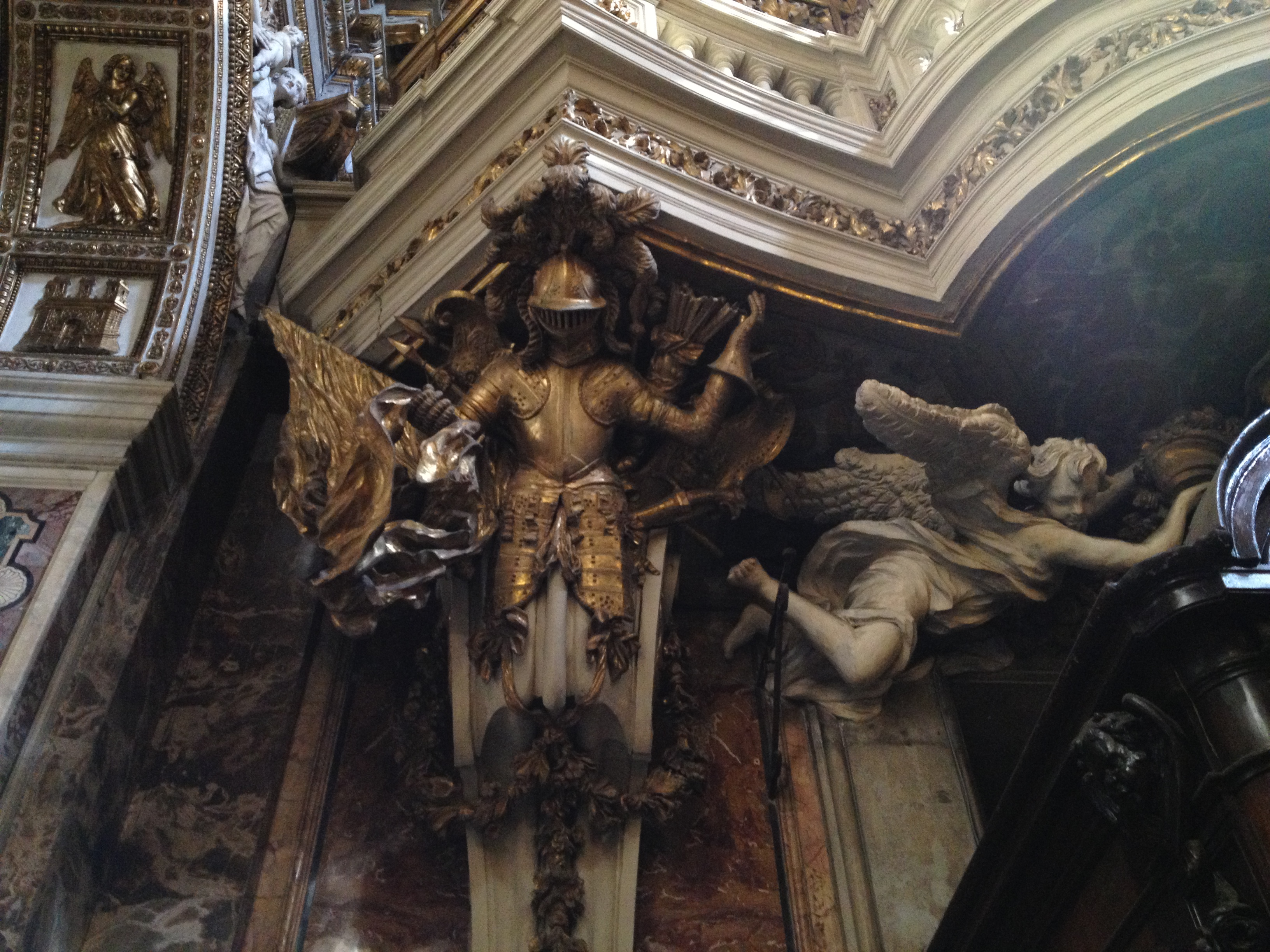
Detall del cor, amb l'armadura imperial
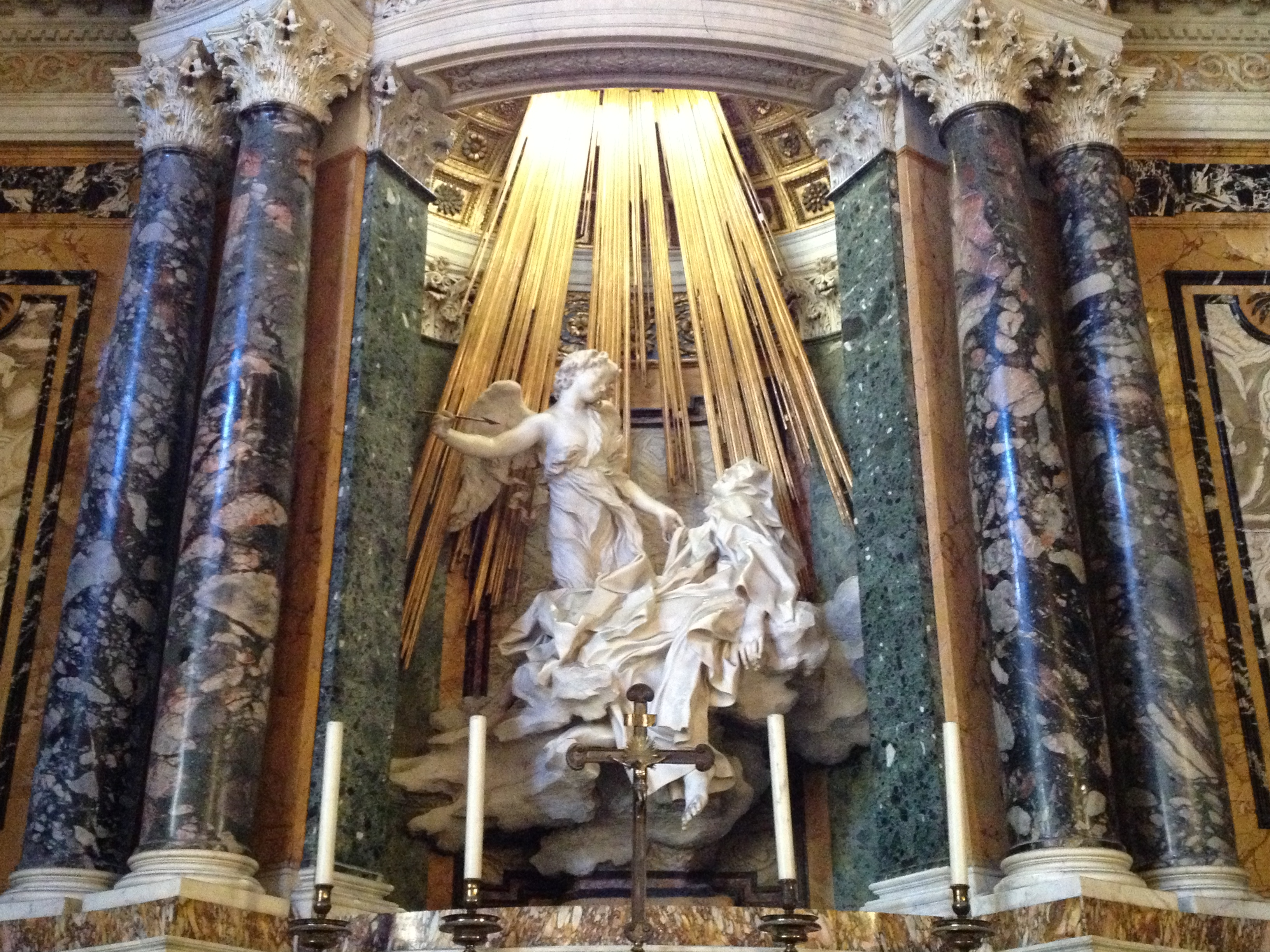
Èxtasi de Santa Teresa- a la capella Corner, obra de Gian Lorenzo Bernini (1652)
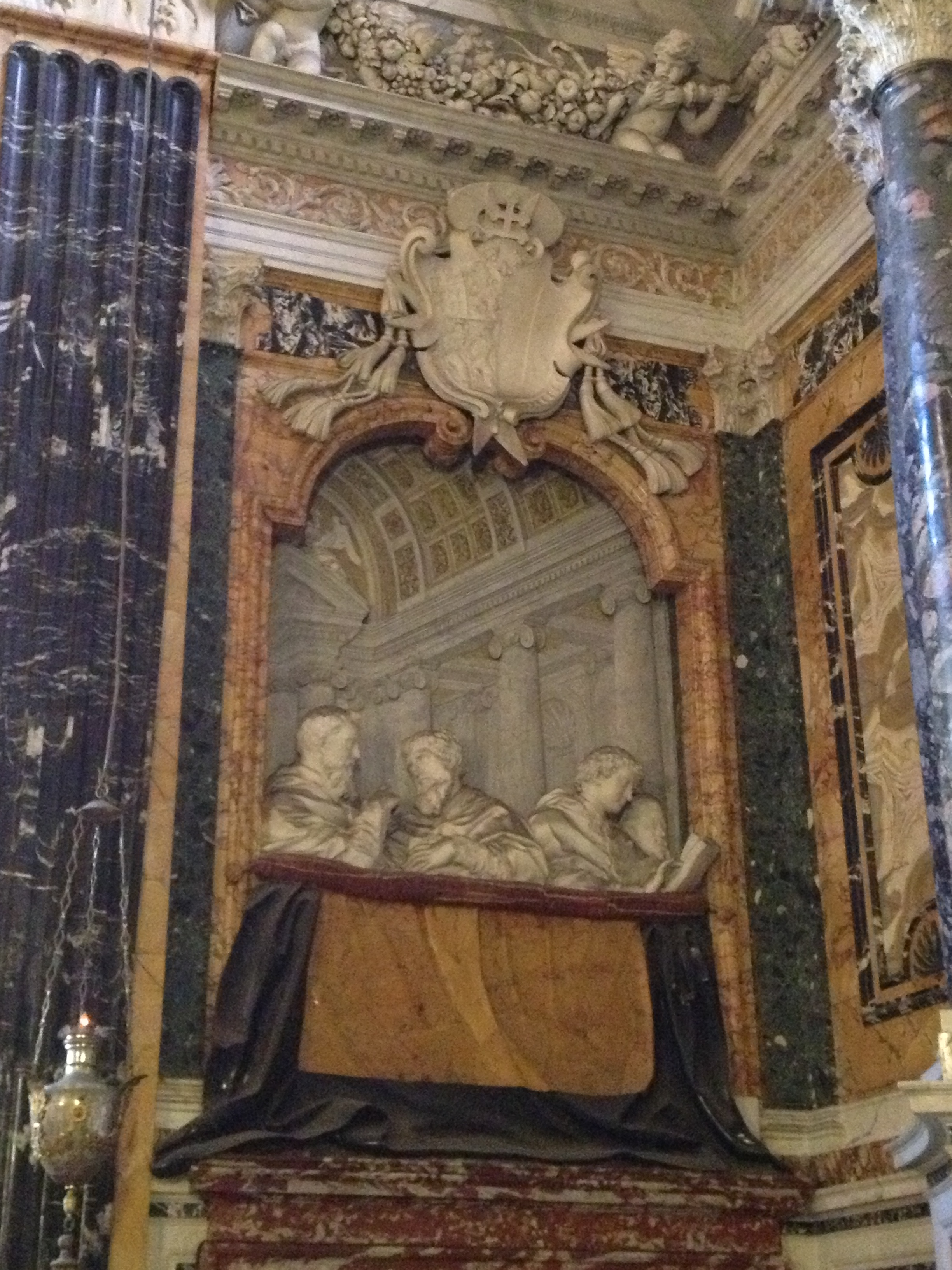
La famiglia Corner assisteix a l' Èxtasi de Santa Teresa – relleu de la capella Corner, obra de G.L. Bernini
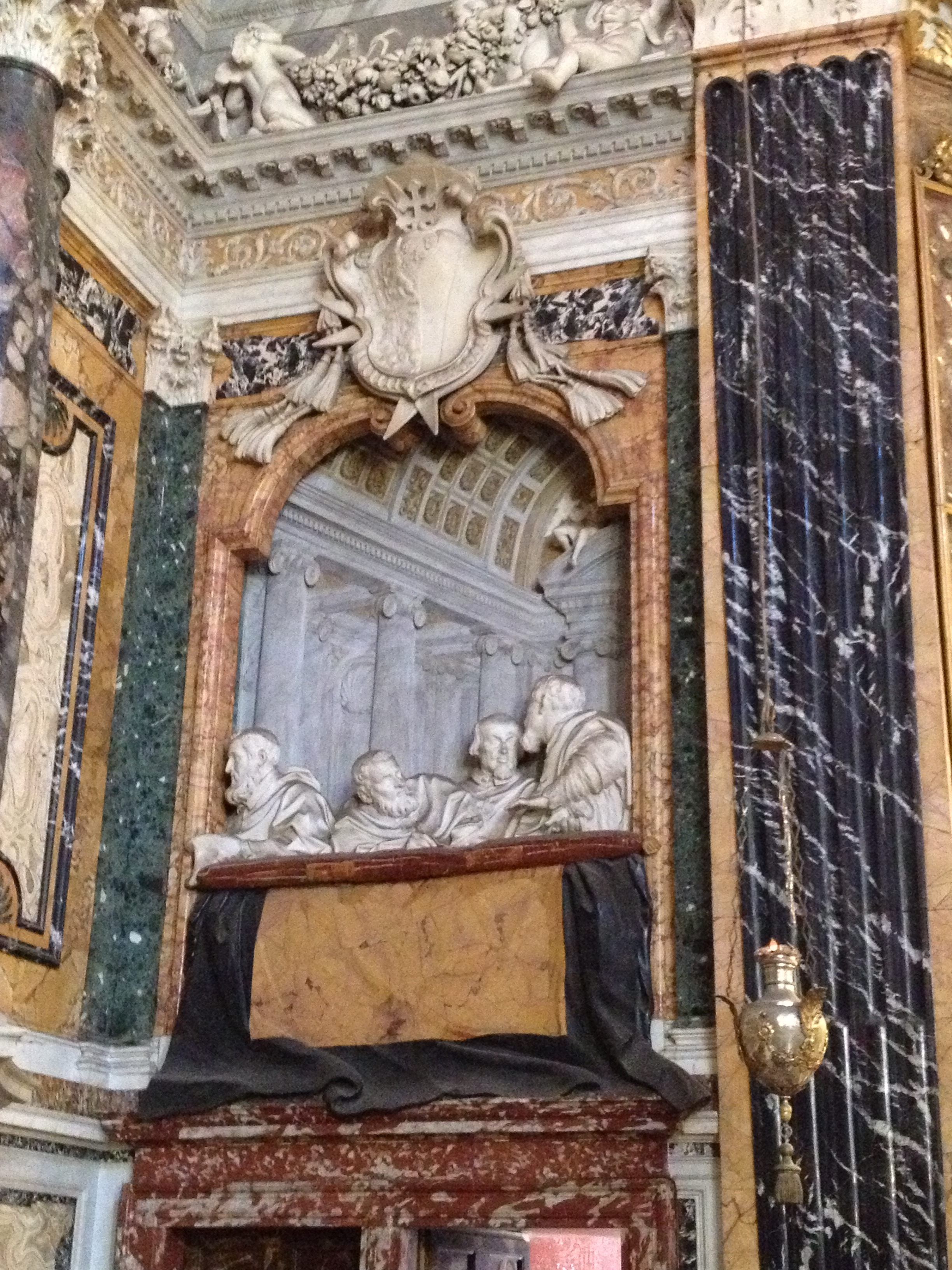
La famiglia Corner assisteix a l' Èxtasi de Santa Teresa – relleu de la capella Corner, obra de G.L. Bernini
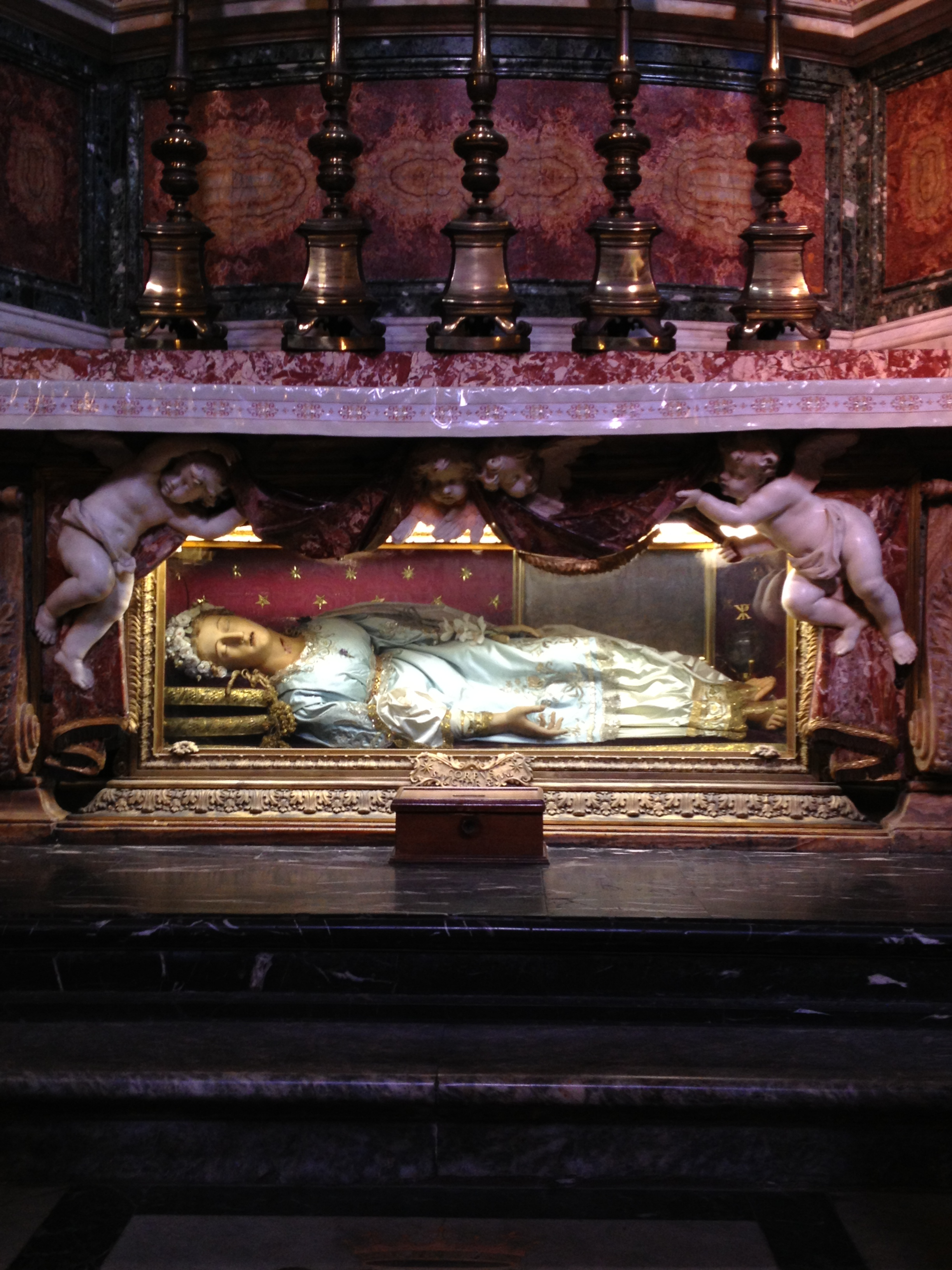
Cos de màrtir – ossos coberts de cera, altar lateral